# Northern Songs
Northern Songs fue una compañía fundada en 1963 por Dick James, Brian Epstein, John Lennon y Paul McCartney para publicar canciones compuestas por Lennon y McCartney y algunas canciones de George Harrison y Ringo Starr, todos ellos miembros de The Beatles.
Después de la muerte de Epstein en 1967, Lennon y McCartney se habían propuesto renegociar su contrato con James, pero en 1969 James vendió los derechos de Northern Songs a la compañía británica Associated Television sin avisar a los miembros de The Beatles.
Después de variados pleitos legales (entre los que incluso el músico estadounidense Michael Jackson resultó involucrado, al comprar los derechos de Northern Songs y después venderlos a Sony Music) la compañía se disolvió en 1995.